# Ivan Cankar
Ivan Cankar (Vrhnika, 10 de maig de 1876 – Ljubljana, 11 de desembre de 1918) va ser un escriptor, dramaturg, assagista, poeta i activista polític eslovè. Juntament amb Oton Župančič, Dragotin Kette, i Josip Murn, és considerat com l'introductor del modernisme en la literatura esolvena. És considerat com l'escriptor més important en l'eslovè, i se l'ha comparat a Franz Kafka i James Joyce.

## Obra
- Erotika (Eroticism, 1899)
- Jakob Ruda (1900)
- Knjiga za lahkomiselne ljudi (Un Llibre per Persones Desconsiderades, 1901)
- Tujci (Desconeguts, 1901)
- Za narodov blagor (Per la Riquesa de la Nació, 1901)
- Na klancu (En el Turó, 1902)
- Kralj na Betajnovi (El Rei de Betajnova, 1902)
- Ob zori (A Dawn, 1903)
- Križ na gori (La Creu en la Muntanya, 1904)
- Gospa Judit (Madame Judit, 1904)
- Holašun Marije Pomočmaco (El Guardià de Mary Help of Christians, 1904)
- Potepuh Marko en Kralj Matjaž (El Vagabund Marko i Kralj Matjaž 1905)
- V mesečini (A la llum de la lluna, 1905)
- Nina (1906)
- Martin Kačur (1906)
- Aleš iz razora (Aleš del Furrow, 1907)
- Hlapec Jernej En njegova pravica (El Criat Jernej i La seva Justícia, 1907)
- Krpanova kobila (Krpan Euga, 1907)
- Zgodbe iz Dolina šentflorjanske (Contes del St. Florian Vall, 1908)
- Pohujšanje v dolini Šentflorjanski (Escàndol al St. Florian Vall, 1908)
- Novo življenje (Vida nova, 1908)
- Kurent (1909)
- Za križem (Després de la Creu, 1909)
- Hlapci (El Serfs, 1910)
- Bela krizantema (El Crisantem Blanc, 1910)
- Volja moči (Desig de Poder, 1911)
- Troje povesti (Tres Històries, 1911)
- Lepa Vida (Bonica Vida, 1912)
- Milà dins Milena (Milà i Milena, 1913)
- Moje življenje (La meva Vida, 1914, publicat el 1920)
- Podobe iz sanj (Imatges de Somnis, escrit entre 1917–1918, publicat el 1920)
- Mimo življenja (Passant Vida Passada, escrit dins 1904, va publicar dins 1920)
- Romantične duše (Ànimes romàntiques, escrit dins 1897, va publicar dins 1922)